# Pattara Piyapatrakitti
Pattara Piyapatrakitti (thailändisch ภัทร ปิยภัทร์กิติ, * 6. November 1980 in Sa Kaeo), auch als James (Thai: เจมส์) bekannt, ist ein ehemaliger thailändischer Fußballspieler.

## Karriere

### Verein
Seine fußballerische Laufbahn begann 1992 in der Suphanburi Sports School. Hier spielt er bis 1997. Seinen ersten Vertrag unterschrieb er 1998 beim FC Krung Thai Bank in Bangkok, für den er 98 Mal auflief und zweimal thailändischer Meister wurde. 2006 zog es ihn nach Vietnam. Hier unterschrieb er einen Vertrag bei dem Zweitligisten Tiền Giang FC. Hier spielte er sieben Mal für sein Team. 2007 ging er wieder nach Thailand um beim RBAC FC, dem heutigen Ratchaburi Mitr Phol, anzuheuern. Hier absolvierte er elf Spiele. Ein Jahr später unterschrieb er einen Vertrag beim PEA FC, dem heutigen Buriram United. Sechs Mal lief er für den PEA FC in der Thai Premier League auf. 2009 unterschrieb er einen Zwei-Jahres-Vertrag beim Arbeiterverein Port FC in Bangkok. 23 Mal trug er das Trikot von Port FC. Von 2011 bis 2014 spielte er bei Police United in der Thai Premier League, der heutigen Thai League, in Bangkok. Nach dem Abstieg von Police United ging er zum Topclub Muangthong United. Hier wurde er jedoch sofort bis Mitte 2016 an Pattaya United ausgeliehen. Mit Pattaya United stieg er 2015 in die Thai League auf. Nach der Hinrunde 2016 verließ er Pattaya United und schloss sich Super Power Samut Prakan an. Für Super Power absolvierte er zehn Spiele und der Verein musste in die 2. Liga absteigen. Vom Absteiger ging es 2017 zu Chiangrai United. Eigentlich als Ersatztorwart verpflichtet, absolvierte er 22 Spiele, da sich der Stammtorwart verletzt hatte. Seit 2018 steht er bei PTT Rayong FC unter Vertrag. Für Rayong absolvierte er 29 Spiele in der ersten und zweiten Liga. Nachdem Rayong Ende 2019 bekannt gab, dass sich der Club aus der Liga zurückzieht, beendete er seine aktive Karriere als Fußballer. Seit 2021 spielt er wieder aus Freude beim thailändischen Amateurligisten Pattaya United 2022.

### Nationalmannschaft
Von 1998 bis 1999 spielte er elf Mal für die thailändische U-19-Nationalmannschaft. Von 2001 bis 2003 spielte er vier Mal für die thailändische U-23-Nationalmannschaft. 2004 spielte er einmal für die thailändische Nationalmannschaft.

## Erfolge
Thai Port FC
- Thailändischer Pokalsieger: 2009

Pattaya United
- Thailändischer Zweitligavizemeister: 2015  ▲

PTT Rayong FC
- Thailändischer Zweitligameister: 2018  ▲